# Fier (album)
Fier is het vierde studioalbum van het Volendamse zangduo Nick & Simon en de opvolger van hun nummer 1-album Luister. Als voorloper op het album werd op 20 augustus 2010 de single Een nieuwe dag uitgebracht, deze kwam op nummer 1 van de Nederlandse Single Top 100 terecht. Op 1 oktober 2010 kwam het album uit en een week later op 9 oktober kwam het album op nummer 1 binnen in de Nederlandse Album Top 100 en op nummer 9 in de Vlaamse Ultratop 100 Albumlijst.
Op 2 oktober 2011 won het album een Edison in de categorie Beste Album.

## Tracklist

### Cd
Naast de cd kwam er ook een "Special Limited Edition" van het album uit met een bonus dvd met 7 speciale covers en extra's.

## Hitnoteringen

### NederlandseAlbum Top 100
| Hitnotering: (Week 1 t/m 62) 09-10-2010 t/m 10-12-2011 Hitnotering: (Week 63) 28-07-2012 Hitnotering: (Week 64 t/m 71) 08-09-2012 t/m 27-10-2012 | Hitnotering: (Week 1 t/m 62) 09-10-2010 t/m 10-12-2011 Hitnotering: (Week 63) 28-07-2012 Hitnotering: (Week 64 t/m 71) 08-09-2012 t/m 27-10-2012 | Hitnotering: (Week 1 t/m 62) 09-10-2010 t/m 10-12-2011 Hitnotering: (Week 63) 28-07-2012 Hitnotering: (Week 64 t/m 71) 08-09-2012 t/m 27-10-2012 | Hitnotering: (Week 1 t/m 62) 09-10-2010 t/m 10-12-2011 Hitnotering: (Week 63) 28-07-2012 Hitnotering: (Week 64 t/m 71) 08-09-2012 t/m 27-10-2012 | Hitnotering: (Week 1 t/m 62) 09-10-2010 t/m 10-12-2011 Hitnotering: (Week 63) 28-07-2012 Hitnotering: (Week 64 t/m 71) 08-09-2012 t/m 27-10-2012 | Hitnotering: (Week 1 t/m 62) 09-10-2010 t/m 10-12-2011 Hitnotering: (Week 63) 28-07-2012 Hitnotering: (Week 64 t/m 71) 08-09-2012 t/m 27-10-2012 | Hitnotering: (Week 1 t/m 62) 09-10-2010 t/m 10-12-2011 Hitnotering: (Week 63) 28-07-2012 Hitnotering: (Week 64 t/m 71) 08-09-2012 t/m 27-10-2012 | Hitnotering: (Week 1 t/m 62) 09-10-2010 t/m 10-12-2011 Hitnotering: (Week 63) 28-07-2012 Hitnotering: (Week 64 t/m 71) 08-09-2012 t/m 27-10-2012 | Hitnotering: (Week 1 t/m 62) 09-10-2010 t/m 10-12-2011 Hitnotering: (Week 63) 28-07-2012 Hitnotering: (Week 64 t/m 71) 08-09-2012 t/m 27-10-2012 | Hitnotering: (Week 1 t/m 62) 09-10-2010 t/m 10-12-2011 Hitnotering: (Week 63) 28-07-2012 Hitnotering: (Week 64 t/m 71) 08-09-2012 t/m 27-10-2012 | Hitnotering: (Week 1 t/m 62) 09-10-2010 t/m 10-12-2011 Hitnotering: (Week 63) 28-07-2012 Hitnotering: (Week 64 t/m 71) 08-09-2012 t/m 27-10-2012 | Hitnotering: (Week 1 t/m 62) 09-10-2010 t/m 10-12-2011 Hitnotering: (Week 63) 28-07-2012 Hitnotering: (Week 64 t/m 71) 08-09-2012 t/m 27-10-2012 | Hitnotering: (Week 1 t/m 62) 09-10-2010 t/m 10-12-2011 Hitnotering: (Week 63) 28-07-2012 Hitnotering: (Week 64 t/m 71) 08-09-2012 t/m 27-10-2012 | Hitnotering: (Week 1 t/m 62) 09-10-2010 t/m 10-12-2011 Hitnotering: (Week 63) 28-07-2012 Hitnotering: (Week 64 t/m 71) 08-09-2012 t/m 27-10-2012 | Hitnotering: (Week 1 t/m 62) 09-10-2010 t/m 10-12-2011 Hitnotering: (Week 63) 28-07-2012 Hitnotering: (Week 64 t/m 71) 08-09-2012 t/m 27-10-2012 | Hitnotering: (Week 1 t/m 62) 09-10-2010 t/m 10-12-2011 Hitnotering: (Week 63) 28-07-2012 Hitnotering: (Week 64 t/m 71) 08-09-2012 t/m 27-10-2012 | Hitnotering: (Week 1 t/m 62) 09-10-2010 t/m 10-12-2011 Hitnotering: (Week 63) 28-07-2012 Hitnotering: (Week 64 t/m 71) 08-09-2012 t/m 27-10-2012 | Hitnotering: (Week 1 t/m 62) 09-10-2010 t/m 10-12-2011 Hitnotering: (Week 63) 28-07-2012 Hitnotering: (Week 64 t/m 71) 08-09-2012 t/m 27-10-2012 | Hitnotering: (Week 1 t/m 62) 09-10-2010 t/m 10-12-2011 Hitnotering: (Week 63) 28-07-2012 Hitnotering: (Week 64 t/m 71) 08-09-2012 t/m 27-10-2012 | Hitnotering: (Week 1 t/m 62) 09-10-2010 t/m 10-12-2011 Hitnotering: (Week 63) 28-07-2012 Hitnotering: (Week 64 t/m 71) 08-09-2012 t/m 27-10-2012 |
| Week: | 1 | 2 | 3 | 4 | 5 | 6 | 7 | 8 | 9 | 10 | 11 | 12 | 13 | 14 | 15 | 16 | 17 | 18 | 19 |
| --- | --- | --- | --- | --- | --- | --- | --- | --- | --- | --- | --- | --- | --- | --- | --- | --- | --- | --- | --- |
| Positie: | 1 | 1 | 1 | 1 | 2 | 3 | 5 | 5 | 3 | 3 | 5 | 3 | 3 | 4 | 4 | 5 | 8 | 6 | 9 |
| Week: | 20 | 21 | 22 | 23 | 24 | 25 | 26 | 27 | 28 | 29 | 30 | 31 | 32 | 33 | 34 | 35 | 36 | 37 | 38 |
| Positie: | 9 | 11 | 9 | 10 | 16 | 20 | 22 | 13 | 15 | 32 | 37 | 26 | 17 | 30 | 35 | 30 | 23 | 29 | 23 |
| Week: | 39 | 40 | 41 | 42 | 43 | 44 | 45 | 46 | 47 | 48 | 49 | 50 | 51 | 52 | 53 | 54 | 55 | 56 | 57 |
| Positie: | 22 | 23 | 28 | 23 | 29 | 7 | 24 | 28 | 37 | 31 | 32 | 32 | 27 | 26 | 20 | 23 | 12 | 49 | 58 |
| Week: | 58 | 59 | 60 | 61 | 62 | | 63 | | 64 | 65 | 66 | 67 | 68 | 69 | 70 | 71 | | | |
| Positie: | 68 | 67 | 87 | 78 | 85 | uit | 98 | uit | 62 | 69 | 60 | 52 | 49 | 51 | 65 | 80 | uit | | |

### VlaamseUltratop 200Albums
| Hitnotering: (Week 1 t/m 9) 09-10-2010 t/m 04-12-2010 Hitnotering: (Week 10) 14-05-2011 | Hitnotering: (Week 1 t/m 9) 09-10-2010 t/m 04-12-2010 Hitnotering: (Week 10) 14-05-2011 | Hitnotering: (Week 1 t/m 9) 09-10-2010 t/m 04-12-2010 Hitnotering: (Week 10) 14-05-2011 | Hitnotering: (Week 1 t/m 9) 09-10-2010 t/m 04-12-2010 Hitnotering: (Week 10) 14-05-2011 | Hitnotering: (Week 1 t/m 9) 09-10-2010 t/m 04-12-2010 Hitnotering: (Week 10) 14-05-2011 | Hitnotering: (Week 1 t/m 9) 09-10-2010 t/m 04-12-2010 Hitnotering: (Week 10) 14-05-2011 | Hitnotering: (Week 1 t/m 9) 09-10-2010 t/m 04-12-2010 Hitnotering: (Week 10) 14-05-2011 | Hitnotering: (Week 1 t/m 9) 09-10-2010 t/m 04-12-2010 Hitnotering: (Week 10) 14-05-2011 | Hitnotering: (Week 1 t/m 9) 09-10-2010 t/m 04-12-2010 Hitnotering: (Week 10) 14-05-2011 | Hitnotering: (Week 1 t/m 9) 09-10-2010 t/m 04-12-2010 Hitnotering: (Week 10) 14-05-2011 | Hitnotering: (Week 1 t/m 9) 09-10-2010 t/m 04-12-2010 Hitnotering: (Week 10) 14-05-2011 | Hitnotering: (Week 1 t/m 9) 09-10-2010 t/m 04-12-2010 Hitnotering: (Week 10) 14-05-2011 | Hitnotering: (Week 1 t/m 9) 09-10-2010 t/m 04-12-2010 Hitnotering: (Week 10) 14-05-2011 |
| Week:                                                                                   | 1                                                                                       | 2                                                                                       | 3                                                                                       | 4                                                                                       | 5                                                                                       | 6                                                                                       | 7                                                                                       | 8                                                                                       | 9                                                                                       |                                                                                         | 10                                                                                      |                                                                                         |
| --------------------------------------------------------------------------------------- | --------------------------------------------------------------------------------------- | --------------------------------------------------------------------------------------- | --------------------------------------------------------------------------------------- | --------------------------------------------------------------------------------------- | --------------------------------------------------------------------------------------- | --------------------------------------------------------------------------------------- | --------------------------------------------------------------------------------------- | --------------------------------------------------------------------------------------- | --------------------------------------------------------------------------------------- | --------------------------------------------------------------------------------------- | --------------------------------------------------------------------------------------- | --------------------------------------------------------------------------------------- |
| Positie:                                                                                | 9                                                                                       | 10                                                                                      | 29                                                                                      | 48                                                                                      | 61                                                                                      | 73                                                                                      | 80                                                                                      | 97                                                                                      | 96                                                                                      | uit                                                                                     | 99                                                                                      | uit                                                                                     |